# Vårdgaranti
Vårdgaranti är i Sverige, Norge, Danmark och Finland en garanti från det offentliga samhällets sida att en viss vårdtjänst ska utföras inom en viss tidsgräns.  Vårdgarantin används främst för planerade besök och operationer/åtgärder inom den specialiserade vården. Den är till för att patienten ska få kontakt och/eller viss vård inom rimlig tid.
Vårdgarantin gäller all planerad vård som är medicinskt motiverad. Den akuta vården erbjuds, som tidigare, så fort som möjligt.

## Utvidgad vårdgaranti 2005
Den 1 november 2005 började en utvidgad vårdgaranti gälla i Sverige, som innebär att patienter, där det är av läkare medicinskt motiverat, skall ha rätt till att träffa en läkare på vårdcentralen senast sju dagar efter den dag dessa sökt hjälp, få träffa en specialistläkare 90 dagar därefter, och få inledd behandling senast efter ytterligare 90 dagar om specialistläkaren anser detta motiverat. Från den dagen du söker hjälp av läkare på vårdcentral är du alltså "garanterad" behandling, om så behövs, efter maximalt 187 dagar.
Vårdgarantin reglerar inte om vård ska ges eller vilken vård som kan komma i fråga. Garantin reglerar endast inom vilka tidsgränser man ska erbjudas den vård, som behörig vårdpersonal beslutat om i samråd med patienten, med andra ord leverans efter beslut.
I och med utvidgningen av vårdgarantin har svensk hälso- och sjukvård nu tydliga mål för tillgängligheten i större delen av vårdkedjan. Målen brukar uttryckas med sifferserien 0 - 7 - 90 - 90, vilket anger den nationella vårdgarantins gällande tidsgränser i antal dagar för olika steg i vårdkedjan. Det finns landsting och regioner som har kortare tidsgränser än vad den nationella vårdgarantin säger.
- 0 dagar: Primärvården ska erbjuda kontakt i telefon eller på plats samma dag....
- 7 dagar: och ett läkarbesök - om det behövs - inom högst sju dagar.
- 90 dagar: Efter beslut om remiss/vårdbegäran ska ett besök inom den specialiserade vården kunna erbjudas inom högst 90 dagar efter beslutsdatum....
- 90 dagar:... och en beslutad behandling inom ytterligare högst 90 dagar efter beslutsdatum.

Väntetiden får överstiga 90 dagar, förutsatt att patienten och läkaren är överens om detta.
I första hand ska besök och behandling erbjudas inom det egna landstinget. Om hemlandstinget inte kan erbjuda detta inom gällande tidsgränser ska patienten få hjälp till vård inom garantitiden hos annan vårdgivare. Hemlandstinget ska hjälpa till med alla kontakter och det får inte innebära extra kostnader för patienten.